# Фишинг
Фишинг (на английски: phishing – от нарочно промененото fishing – риболов) е злонамерен опит за придобиване на чувствителна информация като потребителско име, парола и детайли на кредитна карта, като извършителят приема чужда самоличност при електронни комуникации. Най-често започва със създаването на дубликат на съществуваща уеб страница на голяма банка или кредитна компания. След това киберпрестъпниците изпращат имейли, чрез които да накарат получателите да отидат към фалшивия уебсайт. Целта е да се подмами доверчивият или недостатъчно просветеният ползвател да съобщи свои пароли, лични или финансови данни.
Използват се все по-сложни методи за камуфлаж. Атакуващите могат да се представят за познати и доверени лица: колеги, банкови служители и дори държавни служители. След като потребителят кликне върху фишинг връзка, той може да стане следващата жертва.
Според изследване на Intel Security сред 19 хиляди души от 144 страни едва 3% от потребителите разпознават фишинг в имейла си. Проучване на Webroot Threat Report показва, че всеки месец по света се създават 1,5 млн. нови фишинг сайтове.
Фишингът не атакува технологии, приложения, протоколи, а разчита на слабости в човешкия характер и затова му се приписва сродство със социалното инженерство. Движещата му сила е комбинацията от силна емоция и предизвикано доверие у жертвата, които я мотивират да следва сляпо изпратените инструкции. Така успешният фишинг преодолява рационалната реакция към ситуацията.
В България през 2018 г. се наблюдава висока фишинг активност, която се осъществява с електронни писма, изпратени от името на НАП, различни банки, а в началото на 2019 г. са имитирани и фактури от CEZ.